# Liste der Monuments historiques in Tréméoc
Die Liste der Monuments historiques in Tréméoc führt die Monuments historiques in der französischen Gemeinde Tréméoc auf.

## Liste der Bauwerke
| Bezeichnung            | Beschreibung | Standort | Kennzeichnung | Schutzstatus | Datum | Bild |
| ---------------------- | ------------ | -------- | ------------- | ------------ | ----- | ---- |
| Kapelle St-Sébastien   |              | (Lage)   | PA00090477    | Inscrit      | 1971  |      |
| Château de la Coudraie | Schloss      | (Lage)   | PA00090478    | Inscrit      | 1967  |      |

## Liste der Objekte
- Monuments historiques (Objekte) in Tréméoc in der Base Palissy des französischen Kultusministerium